# Waldbillig
Waldbillig (luxemburgisch Waldbëllegⓘ) ist eine Gemeinde im Großherzogtum Luxemburg und gehört zum Kanton Echternach.

## Zusammensetzung der Gemeinde
Die Gemeinde Waldbillig besteht aus den Ortschaften:
- Christnach
- Freckeisen
- Haller
- Müllerthal
- Savelborn
- Waldbillig

## Müllerthal

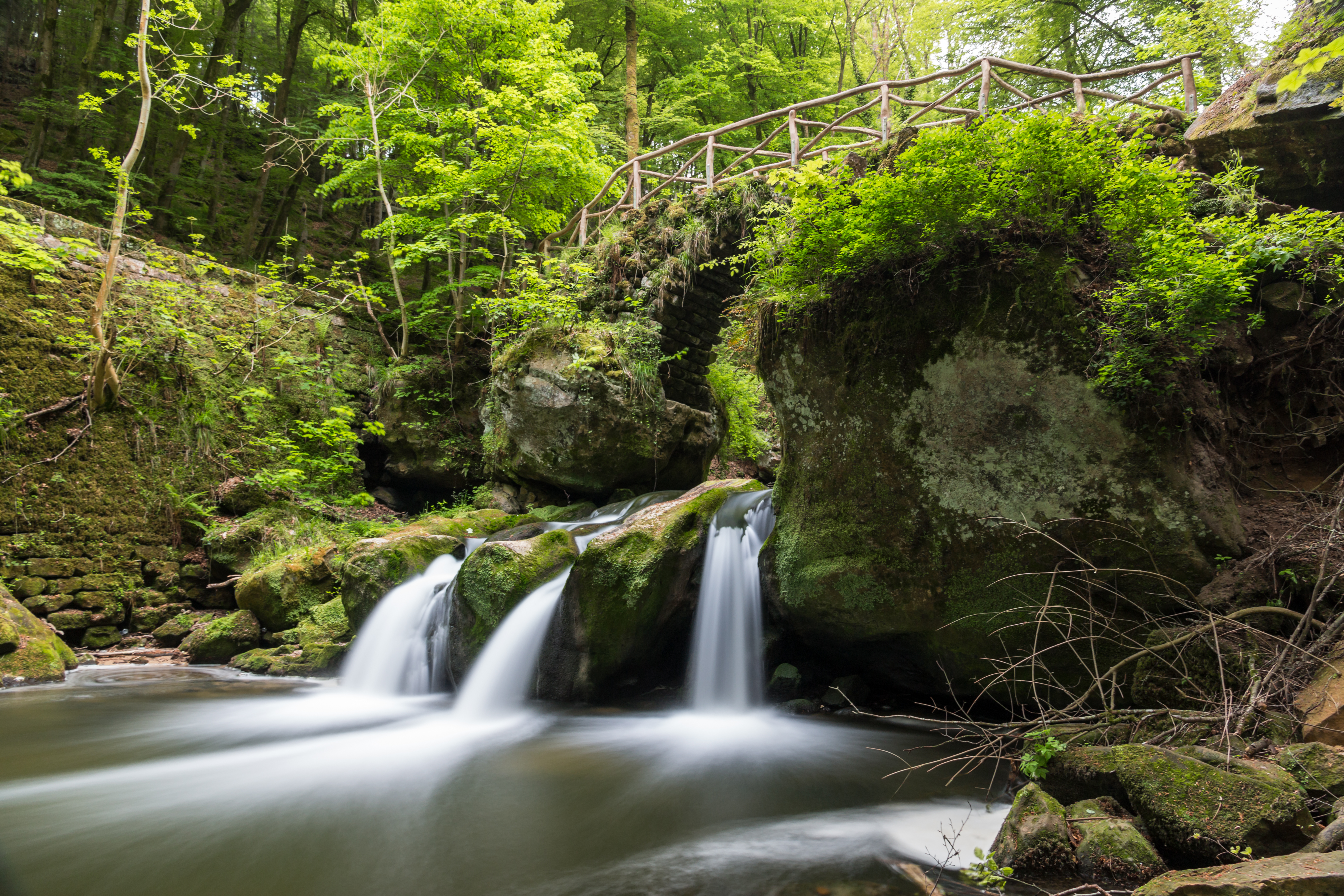
Schiessentümpel

Die der Gemeinde angehörende Ortschaft Müllerthal bildet das Zentrum der touristischen Region der „Kleinen Luxemburger Schweiz“. Erwähnenswert ist das Tal der Schwarzen Ernz mit dem Schiessentümpel (luxemburgisch Schéissendëmpel) sowie der Natur- & Geopark Mëllerdall. Nordwestlich des Ortes befindet sich im Wald die Ruine der Heringerburg.

## Verschiedenes
Die Gemeinde ist Mitglied in folgenden Kommunalverbänden: Mantien-à-domicile-Medernach, SIAEE, SIDEST, SIGRE, Syndicat d’eau Savelborn-Freckeisen, Syvicol.
Bekannt wurde der Name Waldbillig durch die Waldbillig-Affäre des Jahres 1985, die neben der Bombenlegeraffäre zu den größten Fällen der Luxemburger Kriminalgeschichte zählt. Carlo Fett, der Anführer der Bande, wohnte in Waldbillig.

## Wirtschaft und Infrastruktur
Der Ort Christnach ist durch seinen Golfplatz bekannt, wird aber auch bei Urlaubern geschätzt. Waldbillig bietet eine Schule an (Primaire), Précoce und Préscolaire. Es gibt mehrere Betriebe, darunter Elektriker sowie nebenerwerbliche Bauernhöfe, kleine Handwerksbetriebe und andere Arbeitgeber. Die Gemeinde Waldbillig hat gastronomisch zwei Hotels und eine Mühle namens Heringer Millen im Ortsteil Mullerthal zu bieten und den berühmten Schiessentümpel.

## Persönlichkeiten
- Jean Engling (1801–1888), kath. Priester und Historiker
- Michel Rodange (1827–1876), Schriftsteller